# Quinlan, Texas
Quinlan là một thành phố thuộc quận Hunt, tiểu bang Texas, Hoa Kỳ. Năm 2010, dân số của xã này là 1394 người.

## Dân số
- Dân số năm 2000: 1370 người.
- Dân số năm 2010: 1394 người.